# Iñigo Larrainzar
Iñigo Larrainzar Santamaría, deportivamente conocido como Larrainzar II o, simplemente, Larrainzar (Pamplona, 5 de junio de 1971) es un exfutbolista español que jugaba como defensa.
Es hermano del también futbolista Txomin Larrainzar.

## Trayectoria
Íñigo Larraínzar se formó en las categorías inferiores del CD Pamplona y, desde los trece años, en el CA Osasuna. Debutó en Primera División con el equipo rojillo, el 21 de marzo de 1990, en un encuentro ante el Rayo Vallecano. En total, esa campaña participó en catorce partidos con el primer equipo. Para la siguiente temporada pasó a integrar definitivamente la plantilla profesional de Osasuna, junto con su hermano mayor, Txomin. Ese año fue uno de los protagonistas de una de las mejores campañas de Osasuna en su historia, que terminó la Liga en cuarta posición y se clasificó para la Copa de la UEFA. Larraínzar fue titular habitual en las alineaciones de Osasuna hasta que, en el verano de 1993, el Athletic Club se hizo con sus servicios a golpe de talonario: con 200 millones de las antiguas pesetas, que le convirtieron en el segundo fichaje más caro de la historia del club vasco.
El entonces técnico de los leones, Jupp Heynckes, que necesitiva un recambio tras la marcha de Rafael Alkorta, le reconvirtió a central, posición en la que jugó durante varias temporadas como titular. Entre ellas, la 1997/98 en la que el Athletic fue subcampeón de liga y logró la clasificación para la Liga de Campeones de la UEFA.
Sin embargo, en el verano de 1998 fue operado de una tendinitis en el tendón rotuliano de la rodilla izquierda, por lo que se perdió parte de la temporada 1998/99. A partir de ese momento, perdió su condición de titular indiscutible. En la temporada 2002/03 ya sólo participó en cinco encuentros de Liga, por lo que finalizada la temporada y, tras 10 años el club vasco, fichó por el Córdoba C. F. de Segunda División.
Tras ser titular en su primera campaña con los blanquiverdes, una lesión de espalda le apartó de los terrenos de juego al inicio de la 2004/05. Tras comunicarle el club su intención de darle la baja, en enero de 2005 anunció su retirada.

## Selección nacional
Fue internacional sub-20 en 1990, en una ocasión, y sub-21 en cinco ocasiones entre 1990 y 1991. El 19 de enero de 1994 debutó con la selección española en un amistoso frente a Portugal (2-2).
El 28 de diciembre de 2003 participó en el primer partido de la historia de la selección de Navarra. Previamente, había jugado cuatro partidos con la selección de fútbol de Euskadi.

## Clubes
| Club                | País   | Año       |
| ------------------- | ------ | --------- |
| CA Osasuna Promesas | España | 1989-1990 |
| CA Osasuna          | España | 1990-1993 |
| Athletic Club       | España | 1993-2003 |
| Córdoba CF          | España | 2003-2005 |